# Seedars
Les seedars (ou disciples) étaient, d'après l'Akilattirattu Ammanai, livre sacré de la religion Ayyavazhi dans le Sud de l'Inde, les 5 disciples du Dieu Ayya Vaikundar. Dans le Mahâbhârata, ils sont les 5 Pândavas dans  avant de transmigrer (i.e. 'voyage de l'âme') pour devenir disciples de Vaikundar.
- Dharma Seedar, né à Mylady, aîné des Pandava et connu sous le nom de Sivanandi.
- Bhiman Seedar, né à Karumbattoor, le plus courageux des Pandavas et connu sous le nom de Pantaram.
- Arjunan Seedar, né à Pillayar Kudiyiruppu.
- Nakulan Seedar, né à Colachel, connu sous le nom de Subaiah.
- Hari Gopalan Citar, né dans un village au sud de Swamithoppe, connu sous le nom de Sakadeva et aussi appelé Sakatevan Citar. Il est considéré comme le plus important des disciples car il fut celui qui écrivit l'Akilattirattu Ammanai. Dans la première section, il déclare que Dieu a écrit le contenu du livre. D'après certains rapports, il était illettré et ne connaissait pas même l'alphabet du Tamoul avant d'écrire le livre sacré.

Tous sont nés dans des villages du district de Kânyâkumârî dans la province du Tamil Nadu.